# 東巴教
东巴教起源于原始巫教，同時具有原始巫教和宗教的特徵，創立者為東巴什羅。經文講師被視為東巴什羅的傳人，因而称作东巴，故名东巴教。东巴教為中國西南地區的纳西族所普遍信奉。
东巴教属原始多神教，受西藏象雄文明及苯教信仰传统而形成，主要有祖先崇拜、鬼神崇拜、自然崇拜。宗教活動形式有祭天、丧葬仪式、驱鬼、禳灾、卜封等。
《东巴经》是东巴教的主要經書。